# عباس صلاحی
دکتر عباس صلاحی نمایندهٔ دورهٔ نهم مجلس شورای اسلامی و عضو کمیسیون اجتماعی مجلس شورای اسلامی از حوزهٔ انتخابیهٔ تفرش، آشتیان و فراهان در استان مرکزی بود.
- عضو فراکسیون مدیریت شهری
- عضو فراکسیون ورزش